# 圓環

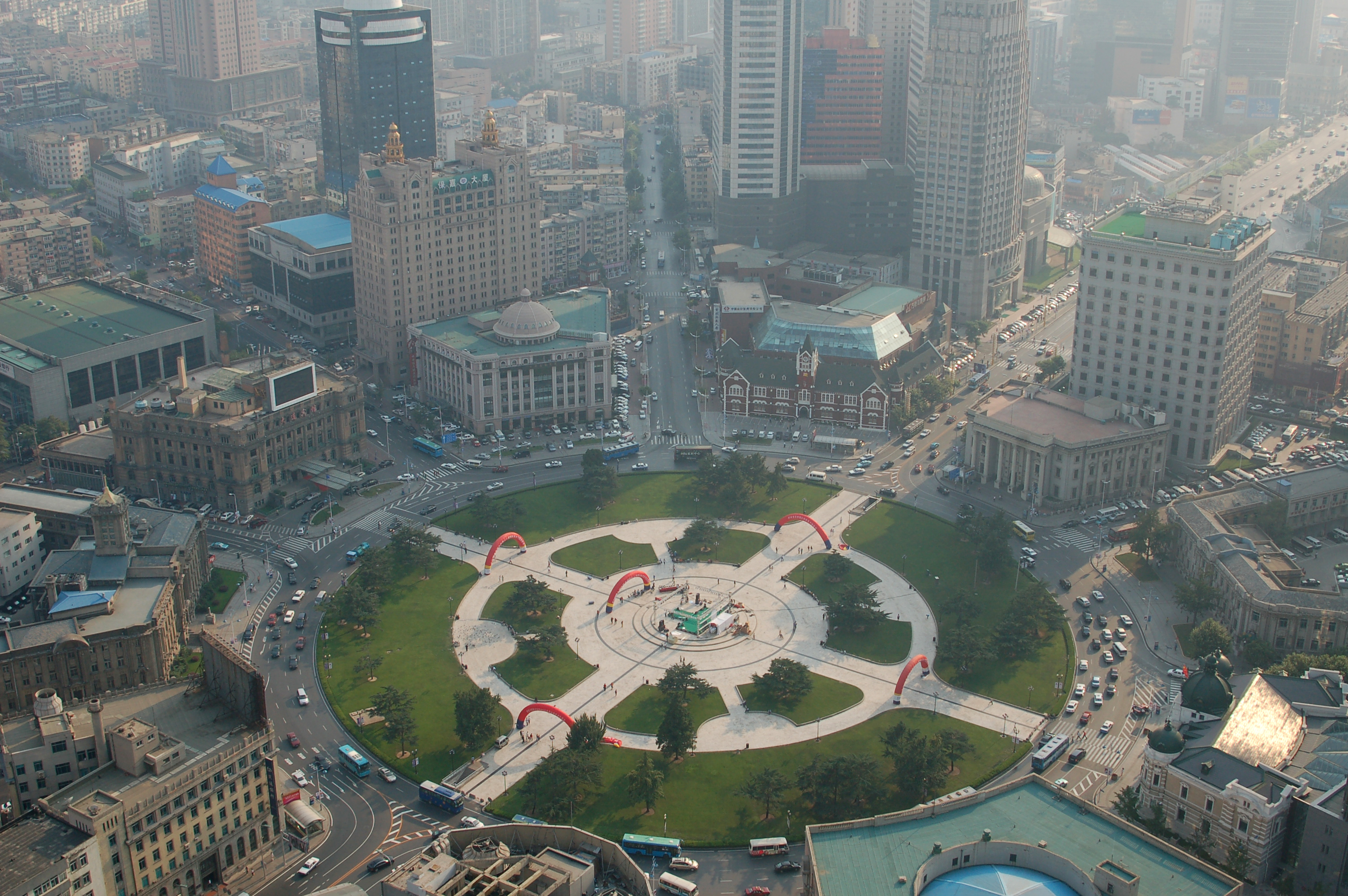
中國大陸大連中心圓環

，是交通节点的一种特殊形式，属於平面道路交叉。圓環由“环形车道”和一个“中心岛”组成，这种设置使得任何一個方向而來的交通流量進入环岛後，均需以环岛的中心圈以單一方向旋轉行駛，直至轉向所需的行駛方向而離開。因为它不需要信号灯、减少了交通冲突点、提高了交通安全系数、造价比高架桥便宜等原因，通常认为圓環优於十字路口。有些車流量較高的圓環，車輛需要在圓環外排隊較久的時間才有機會進入圓環。

## 建筑方式
为了减小环岛中间区域（即中心岛）的土地浪费，人们经常会在中心岛上做一些建筑小品、雕塑、公園喷泉或者纪念碑。著名的巴黎凱旋門就位於环岛中央。
城市有轨电车的轨道经常会穿过环岛，这就要设置专门的交通信号灯或者特殊的提示标志，以保证有轨电车的优先权或者使用架空路段穿過迴旋處。特殊情况下有轨电车也会环绕中心岛行驶。公共汽车站、有轨电车站和地铁站可以设置在中心岛上。
為令交通流暢，部分环岛採用行人天橋、行車天橋、行人隧道、行車隧道等立體交互設施，讓行人橫過馬路時不會減慢車流，亦讓車輛不用等候進入环岛以節省行車時間。例子包括博愛交匯處、光谷广场。也有环岛會在入口和下一個出口之間建造匝道。

## 优缺点

### 优点

英格兰威爾特郡斯溫頓的魔術圓環，由多個大小不一的圓環構成

有不少研究指出，除非道路同時間有其他非機動車使用者，否則环岛在統計學實驗上較傳統的平面道路交叉及交通圈安全。这种形式使车辆以较慢的行驶速度通过交叉口，但是却给驾驶员提供了更好的通视效果。环岛的冲突的比普通交叉口少得多。由于较低的行驶速度使环岛的事故发生率明显较少。通过环岛的交通流比普通交叉路口要大。通过环岛的平均车流速度较高，因为车辆几乎一直在行驶而不需要停车。
当一个十字路口有逾四个通道时，其交通控制在本质上是比较复杂的。这时环岛所能联系的通道的数量近取决于环岛的大小。原则上，环岛能够将此节点处所有道路联系起来。
一个设计得好的环岛可以很有效率的疏导庞大的交通量。环岛这种简单明了的交通设施具有更好的经济型，平均尾气排量较少，噪声小，其维护费用也少于复杂的交通信号设施。特别是对于大型汽车和载重汽车在平面交叉口的出入口处经常会对於对向车流造成很大的影响。而在环岛处，如果直径足够大，对其他车流的影响基本上十分轻微。在环岛处，车流可以在无干扰的情况下调头。
與燈控路口相比，环岛能應付的車流量不一定比燈控路口為少。在交通流理論而言，以下因素主要影響兩者間應付車流量能力的分別：
- 环岛的大小：一般而言較大的环岛能處理較大的交通量，反之路口面積對燈控路口的容量幫助不大（較大的路口反而需要更多的紅燈的時間讓上一個時相放行的車輛離開路口）；
- 車輛轉向的比率，對車輛靠左駛的國家和地區而言，右轉車輛對圓形地負荷影響小，因為一旦進入圓環，不管是左轉直走右轉都能輕鬆完成；反之對燈控路口而言, 左轉/右轉車輛的比例對路口負荷影響很大，如果右轉車（要跨越對向車道）越多，會需要更長的右轉時相，使其他方向等待時間一起變長。

### 缺点

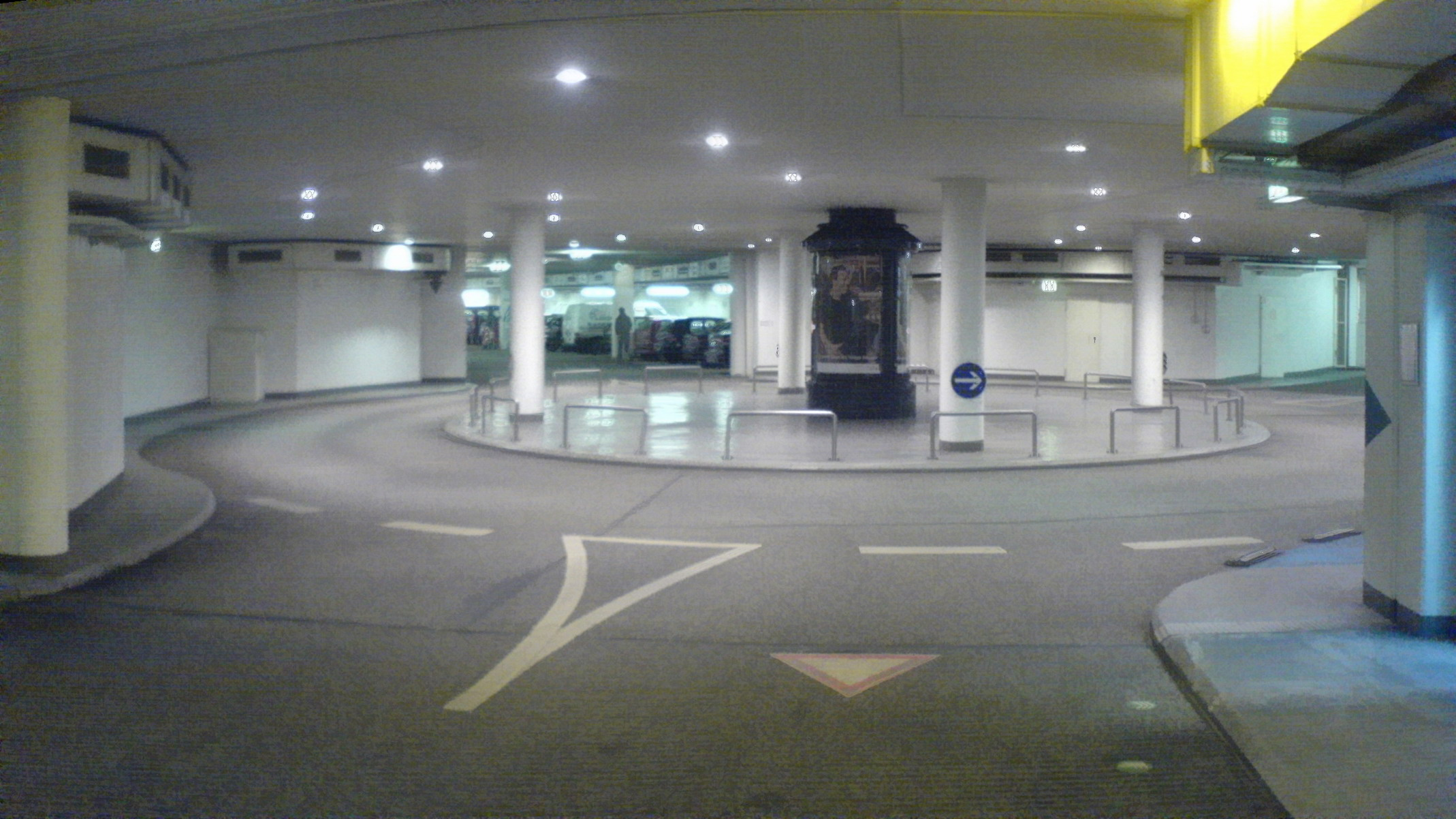
位于德国波鸿市中心的一个地下环岛

环岛所需要的占地面积較大，使其不能在所有需要它的地方建造。相比之下，一个使用交通信号灯的普通平面交叉在占地上显得更加经济。
对行人和自行车来说，通过一个环岛比跨越一般十字路口要走較遠的路，穿越道會在遠離环岛的地方。在环岛处没有信号灯，行人具有优先權。自行车行驶的时候，车上的人很难看到身后的机动车辆，所以这就要求机动车驾驶员在驶入环岛之前特别注意自行车辆。
交通压力问题在車道量高的环岛处一样存在。鉴於“圓環內车辆路权优於驶入车辆”的原则，机动车经常要在环岛的入口处排队等候。当然这个问题在安装交通信号灯的普通平交道口一样存在，如果它的设计没有满足使用要求的话。虽然大的环岛能够承担很繁重的交通压力并完成任务，但它同样也会变得更加危险，因为相对於越大的环岛来说，其入口和出口就相对越小。
在部分环岛如有出口和下一路口距離太短，會令進入該出口的車輛等候穿過下一路口而產生車龍，當下一路口無法快速清理車龍時，車龍會回堵至环岛，從而令环岛不能有效運作。

## 歷史
法國建築師尤金·海納德（Eugène Hénard）於1877年時就已設計出單向繞行的環形道路交叉。美國建築師威廉·伊諾則為現代圓環的設計概念開了先河，並設計了紐約市的哥倫布圓環，於1905年啟用。其他的圓環亦隨後於美國各地落成，其中有許多圓環採用更大的直徑設計以利高速車輛合流，並規定駛進圓環的車輛優先於原本於圓環內行駛的車輛，然而這種設計卻終告失敗，因為儘管有些圓環的直徑可大至100公尺，但仍不足以提供足夠空間已利高速行駛的車輛在圓環內合流，而導致交通事故的比例增高；再者，將優先權給予駛進圓環車輛的規定，也造成圓環內部的交通堵塞。以上這種圓環設計的流弊直至1950年代中期才在美國完全消失，世上其他地區圓環的交通問題則直到1960年代期間，現代圓環在英國發展之後才有所改善。
世界上最有名的圓環位於法國巴黎的戴高樂廣場。該圓環為十二條主要道路的交匯點，共有八條行車綫，包圍著凱旋門。另外，澳大利亞首都坎培拉有圓環環繞著澳大利亞國會，其內的每一個交叉口都設有交通號誌。目前世界上最大的圓環則位於沙烏地阿拉伯東部省之首府達曼，其長度大約有1.20英里。

## 交通标志

中国大陆的环岛行驶标志
德國的环形交叉前的标志
奥地利的环形交叉指示牌
日本的环形交叉指示牌

## 图集

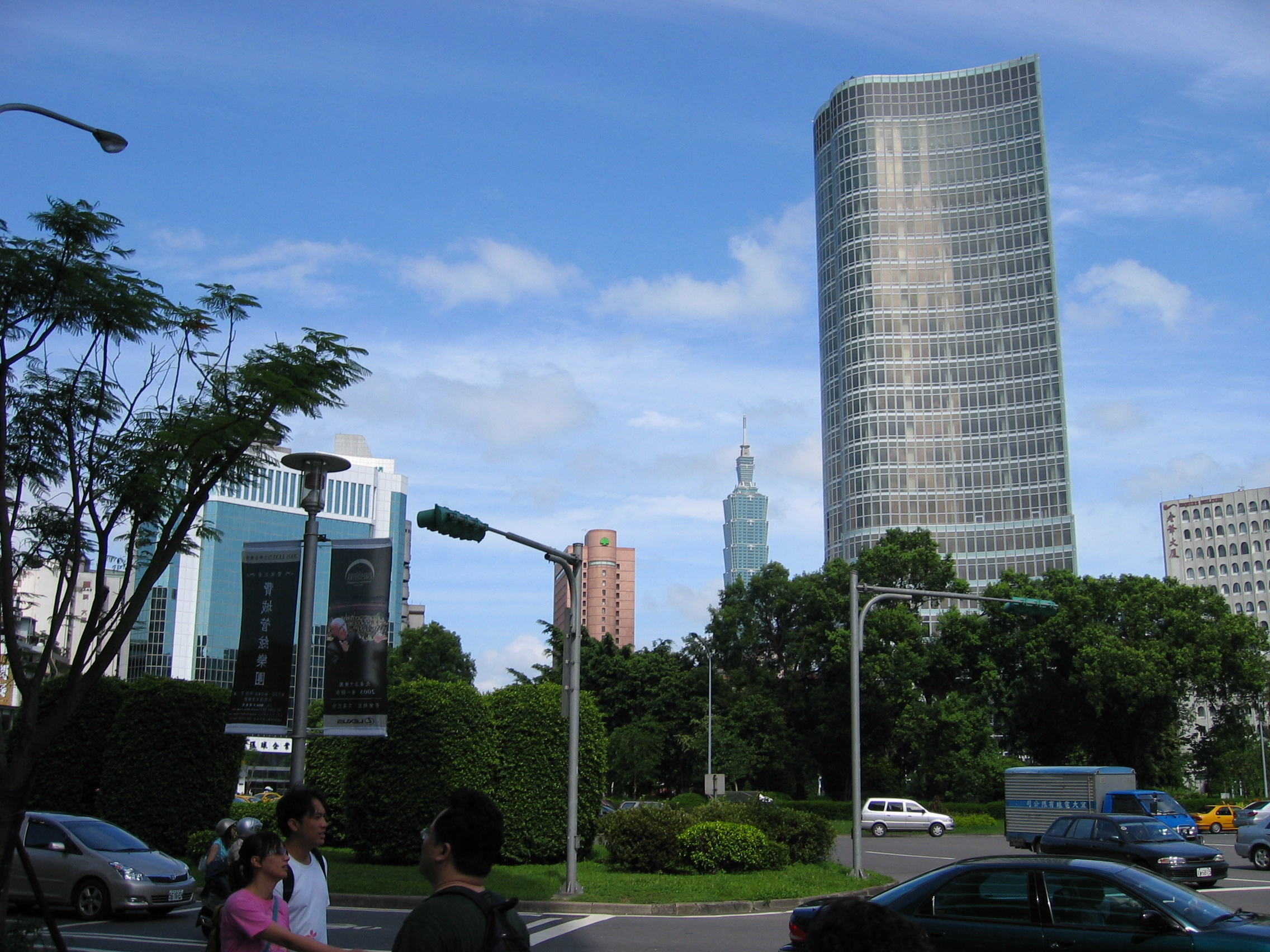
台北仁愛圓環
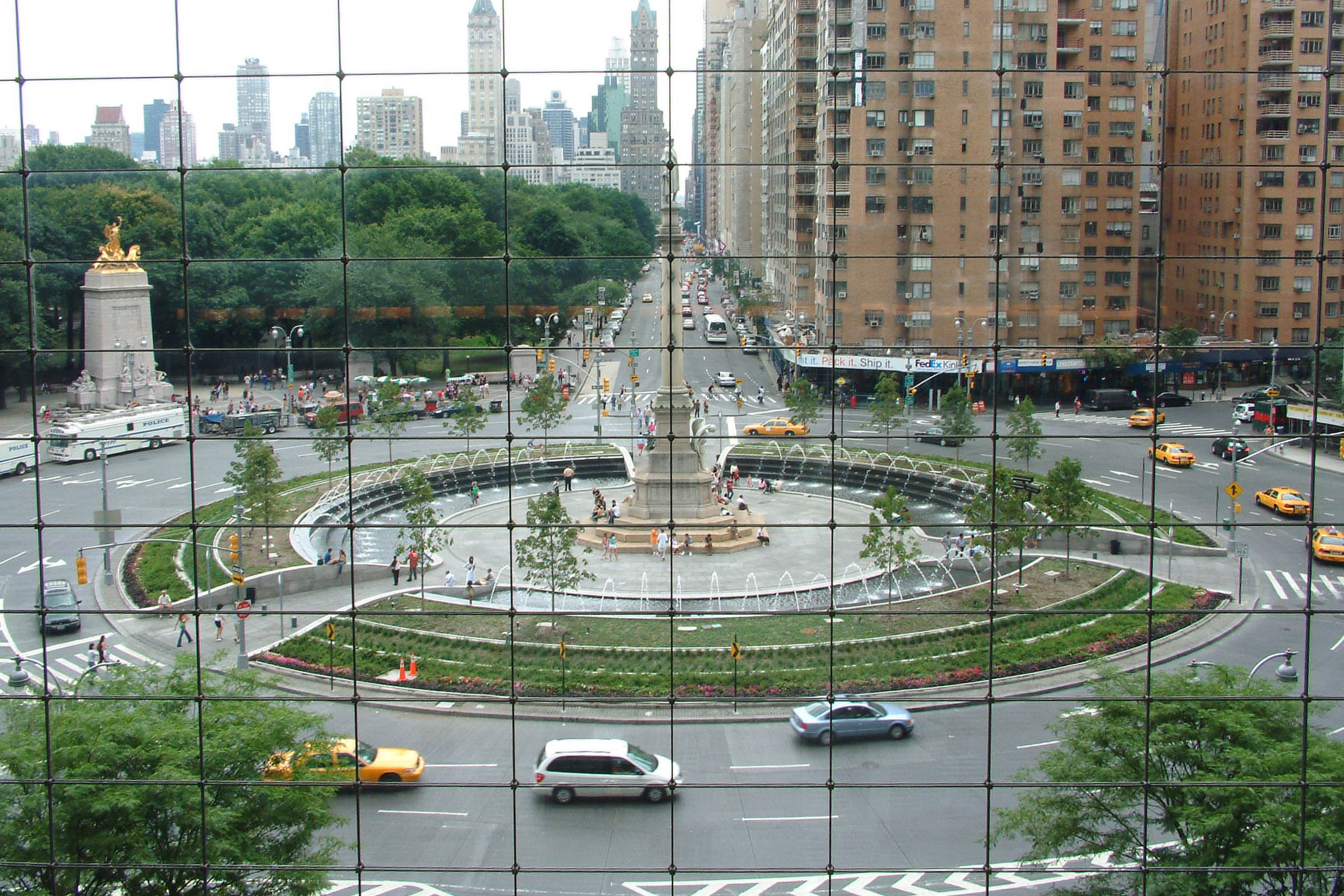
美國紐約市哥倫布圓環
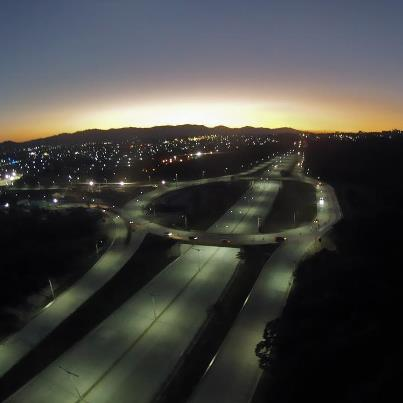
薩爾瓦多一个立體环岛